# Frickeinvolution
Inom matematiken är Frickeinvolutionen, uppkallad efter Robert Fricke,  involutionen av modulära kurvan X0(N) given av τ → –1/Nτ. Frickeinvolutionen verkar också på andra objekt associerade med modulära kurvan, såsom rum av modulära former och Jacobianen J0(N) av modulära kurvan.